# Grenlandski jezik
Grenlandski jezik (kalaallisut, grenlandski inuktitut ili grenlandsko-eskimski; ISO 639-3: kal) je eskimsko-aleutski jezik koji se govori na Grenlandu. Sličan je ostalim inuitskim jezicima na sjeveru Kanade. Grenlandskim jezikom govori oko 58 000 ljudi, od kojih 47 800 živi na Grenlandu (Krauss 1995) i 10 000 na području Danske (2002.).
Grenlandski se klasificira u podskupini od pet inuitskih jezika koja je dio šire eskimske skupine. Postoje tri glavna dijalekta: zapadnogrenlandski (44 000 govornika), istočnogrenlandski (3 000) i sjevernogrenlandski ili polarnoeskimski (800).
Na Grenlandu je od 2009. godine jedini nacionalni jezik, a prethodno je taj položaj dijelio s danskim. To ga čini jedinim domorodačkim jezikom Amerike koji je služben u djelomično nezavisnoj državi, no unatoč tomu smatra se ugroženim, osobito njegov istočni dijalekt. Piše se latinicom.

## Vanjske poveznice
- kl.wikipedia.org — Wikipedija na Grenlandskom jeziku
- Inuktitut, Greenlandic (14th)
- Inuktitut, Greenlandic (15th)